# Braslaŭ
Braslaŭ (vitryska: Браслаў) är en stad i Belarus.   Den ligger i voblasten Vitsebsks voblast, i den norra delen av landet, 200 km norr om huvudstaden Horad Mіnsk. Braslaŭ ligger 139 meter över havet och antalet invånare är 9 857. Den ligger vid sjön Dryvjaty.

## Natur och klimat
Terrängen runt Braslaŭ är platt. Braslaŭ är det största samhället i trakten. 
I omgivningarna runt Braslaŭ växer i huvudsak blandskog. Runt Braslaŭ är det glesbefolkat, med 16 invånare per kvadratkilometer. Inlandsklimat råder i trakten. Årsmedeltemperaturen i trakten är 4 °C. Den varmaste månaden är juli, då medeltemperaturen är 18 °C, och den kallaste är februari, med −12 °C.